# Jørgen Wilhelmsen Gyldenkrone (Güldencrone)
Baron Jørgen Wilhelmsen Gyldenkrone (Güldencrone) er af den adelige slægt Güldencrone og søn af Baron Wilhelm Marselis Gyldenkrone, fra hvem han også overtog Urup Herregård på Sydfyn. Hans mor er Baronesse Regitze Sophie Vind. Baronen var gift med Baronesse Vibeke Dorothea Gyldenkrone (født von Gersdorff-Malschwitz).
Jørgen Wilhelmsen Gyldenkrone er født 1682 på Urup Herregård og døde samme sted 1714 (gravlagt d. 11. juni 1714), hvorefter at Enkebaronesse Regitze Sophie Vind overtog Urup Herregård.

## Familie

### Ægteskab
Baron Jørgen Wilhelmsen Gyldenkrone (Güldencrone) blev i 1702 gift med Vibeke Dorothea Gyldenkrone (født von Gersdorff). Parret fik sammen 7 børn.

### Børn - med Baronesse Vibeke Dorothea Gyldenkrone
- Vilhelm Gyldenkrone (f. 17 aug. 1706, d. 7 sep. 1710)
- Edel Margrethe Jørgensdatter von Pultz (født Gyldenkrone) (f. 6 sep. 1707, d. 29 dec. 1803)
- Frederik Gyldenkrone (f. 28 maj 1709, d. 1 okt. 1781)
- Regitze Sophie Gyldenkrone (f. 25 maj 1710, d. 18 dec. 1792)
- Vilhelm Gyldenkrone (f. 13 maj 1711, d. 27 maj 1711)
- Georgine Christiane Gyldenkrone (f. 1715, d. nov. 1715)
- Ida Dorothea Gyldenkrone (f. 15 aug. 1715, d. 21 maj 1745)

## Ejerskab og besiddelser
- 1701 - 1714 - Urup Herregård